# Murmur (demon)
Murmur, u demonologiji, pedeset i četvrti duh Goecije koji vlada nad trideset legija. Ima oblik ratnika koji jaše na grifonu i nosi vojvodsku krunu. Pred njim hodaju njegovi ministranti svirajući u trube. Podučava filozofiji i preko duša umrlih koje konzultira može prizivaču odgovoriti na pitanja.